# 継承者
| ウィキペディアには「継承者」という見出しの百科事典記事はありません（タイトルに「継承者」を含むページの一覧/「継承者」で始まるページの一覧）。 代わりにウィクショナリーのページ「継承者」が役に立つかもしれません。 |